# Parma Associazione Calcio 1997-1998
Questa voce raccoglie le informazioni riguardanti il Parma Associazione Calcio nelle competizioni ufficiali della stagione 1997-1998.

## Stagione

Il numero uno parmense Buffon in uscita bassa sullo juventino Zidane, sotto lo sguardo dell'altro ducale Thuram, nel big match di campionato del 22 marzo 1998 al Tardini.

Il secondo posto del campionato 1996-97, congiuntamente alla riforma delle competizioni continentali, ha permesso al Parma di debuttare nella stagione 1997-1998 in Champions League. Abbinati ai campioni di Polonia del Widzew Lodz, i ducali hanno messo un'ipoteca sul passaggio del turno già all'andata: la tripletta di Chiesa ha archiviato infatti la pratica sul (3-1), rendendo una formalità il ritorno nel quale l'undici di Ancelotti si è imposto per (4-0).
Iniziato il campionato con una vittoria a Bari, seguita dal pareggio casalingo con l'Atalanta, il Parma ha debuttato anche nel girone di coppa. Sul campo dello Sparta Praga, una partita nervosa – tanto che alla fine si sono contate ben 10 ammonizioni, equamente ripartite – si concluse senza gol. Alla seconda giornata, i ducali hanno ospitato i turchi del Galatasaray; reduci dalle nette affermazioni su Piacenza e Udinese, hanno vinto facilmente contro la squadra del Bosforo (2-0). Le speranze di qualificazione si fecero più concrete al terzo turno, per effetto di un'altra vittoria interna: il gol di Crespo hanno messo al tappeto i campioni in carica del Borussia Dortmund (guidati dall'ex Nevio Scala), portando gli emiliani al comando del raggruppamento.
Agli inizi di novembre, i gialloblu hanno perso l'imbattibilità cedendo all'Inter in trasferta; in Europa invece hanno perso contro i tedeschi, malgrado le prodezze di Buffon il quale ha evitato un passivo peggiore neutralizzando, tra le altre cose, anche due rigori. Lo snodo del girone si è consumato alla penultima giornata, nella quale lo Sparta Praga ha pareggiato al Tardini (2-2) riducendo al lumicino le possibilità dei parmensi di accedere ai quarti; l'esclusione si è concretizzata nella gara conclusiva, a causa di un altro pareggio (1-1) in Turchia.
Tagliata fuori dalle posizioni di vertice in campionato, la squadra crociata si è prefissa l'obiettivo della Coppa Italia: in semifinale venne però eliminata dal Milan, per via dei gol incassati sul proprio terreno. Il sesto posto finale – a pari merito con la Fiorentina, avantaggiata da una miglior differenza reti – ha consentito ai ducali di partecipare alla Coppa UEFA; ma Ancelotti, nel frattempo entrato in conflitto con la dirigenza, viene esonerato.

## Divise e sponsor

Da sinistra: il neoacquisto Jesper Blomqvist, con indosso la seconda divisa blu, pressa il milanista Kluivert, sotto lo sguardo dell'altro parmense Dino Baggio, nella semifinale di andata della Coppa Italia a San Siro.

Il fornitore tecnico della stagione fu Puma, mentre lo sponsor ufficiale fu Parmalat; nelle gare di Champions League, in ossequio alle regole UEFA, sulle maglie compare il solo lettering Parmalat, senza logo.
| Casa | Trasferta |

## Organigramma societario
Area direttiva
- Presidente: Stefano Tanzi
- Direttore esecutivo: Michele Uva
- Responsabile tecnico: Fabrizio Larini
- Team Manager: Giorgio Bottaro
- Segretario generale: Renzo Ongaro

Area comunicazione
- Responsabile relazioni esterne: Salvatore Scaglia

Area sanitaria
- Medici sociali: Massimo Manara, Luca Montagna e Quirino Zanichelli
- Massaggiatori: Claudio Bozzetti e Corrado Gatti
- Fisioterapista: Giorgio Balotta

Area tecnica
- Allenatore: Carlo Ancelotti
- Allenatore in 2ª: Giorgio Ciaschini
- Preparatore dei portieri: Villiam Vecchi
- Allenatore Primavera: Sandro Salvioni
- Preparatore atletico: Giovanni Mauri

## Rosa
| N. |                      | Ruolo | Calciatore        |
| -- | -------------------- | ----- | ----------------- |
| 1  | Italia (bandiera)    | P     | Gianluigi Buffon  |
| 2  | Brasile (bandiera)   | D     | Zé Maria          |
| 3  | Italia (bandiera)    | D     | Antonio Benarrivo |
| 4  | Italia (bandiera)    | C     | Stefano Fiore     |
| 5  | Francia (bandiera)   | C     | Daniel Bravo      |
| 6  | Italia (bandiera)    | D     | Mauro Milanese    |
| 7  | Argentina (bandiera) | D     | Néstor Sensini    |
| 8  | Italia (bandiera)    | C     | Dino Baggio       |
| 9  | Italia (bandiera)    | C     | Massimo Crippa    |
| 10 | Italia (bandiera)    | C     | Pietro Strada     |
| 11 | Argentina (bandiera) | A     | Hernán Crespo     |
| 12 | Italia (bandiera)    | P     | Matteo Guardalben |
| 13 | Croazia (bandiera)   | C     | Mario Stanić      |
| 14 | Italia (bandiera)    | D     | Roberto Mussi     |
| 15 | Francia (bandiera)   | C     | Reynald Pedros    |
| 16 | Italia (bandiera)    | D     | Luigi Apolloni    |
| 17 | Italia (bandiera)    | D     | Fabio Cannavaro   |

| N. |                     | Ruolo | Calciatore              |
| -- | ------------------- | ----- | ----------------------- |
| 18 | Italia (bandiera)   | C     | Federico Giunti         |
| 19 | Italia (bandiera)   | C     | Pierluigi Orlandini     |
| 20 | Italia (bandiera)   | A     | Enrico Chiesa           |
| 21 | Francia (bandiera)  | D     | Lilian Thuram           |
| 22 | Italia (bandiera)   | A     | Filippo Maniero         |
| 23 | Italia (bandiera)   | A     | Alessandro Melli        |
| 24 | Italia (bandiera)   | P     | Alessandro Nista        |
| 25 | Brasile (bandiera)  | A     | Adaílton Martins Bolzan |
| 26 | Italia (bandiera)   | C     | Simone Barone           |
| 27 | Italia (bandiera)   | C     | Ivan Franceschini       |
| 28 | Svezia (bandiera)   | C     | Jesper Blomqvist        |
| 30 | Italia (bandiera)   | D     | Nicola Mora             |
| 31 | Colombia (bandiera) | A     | Faustino Asprilla       |
| 32 | Italia (bandiera)   | D     | Antonio Calabro         |
| 33 | Italia (bandiera)   | C     | Matteo Apolloni         |
|    | Italia (bandiera)   | A     | Genny Del Prete         |

## Risultati

### Serie A

#### Girone di andata
| Arbitro: | Collina (Viareggio) |

|  |           |                          |
|  | Marcatori | 43’ Strada 71’ Benarrivo |

| Arbitro: | Boggi (Salerno) |

|                        |           |                    |
| Maniero 30’ Strada 36’ | Marcatori | 20’, 62’ Lucarelli |

| Arbitro: | Trentalange (Torino) |

|             |           |                            |
| Scienza 45’ | Marcatori | 1’, 63’ Crespo 29’ Sensini |

| Arbitro: | Pairetto (Nichelino) |

|                                                      |           |  |
| Crespo 32’ Sensini 83’ Maniero 86’ Strada 89’ (rig.) | Marcatori |  |

| Vicenza 5 ottobre 1997 5ª giornata | Vicenza            | 0 – 0 referto | Parma | Stadio Romeo Menti\| Arbitro: \| Rodomonti (Teramo) \| |
| Arbitro:                           | Rodomonti (Teramo) |               |       |                                                        |

| Arbitro: | Messina (Bergamo) |

|                       |           |  |
| Chiesa 36’ Baggio 47’ | Marcatori |  |

| Arbitro: | Ceccarini (Livorno) |

|             |           |  |
| Ronaldo 15’ | Marcatori |  |

| Arbitro: | Bettin (Padova) |

|                                 |           |  |
| Adailton 74’ Sensini 85’ (rig.) | Marcatori |  |

| Arbitro: | Treossi (Forlì) |

|                           |           |                       |
| Del Piero 43’ Amoruso 82’ | Marcatori | 34’ Chiesa 45’ Crespo |

| Arbitro: | Braschi (Prato) |

|  |           |                           |
|  | Marcatori | 9’ Totti 22’ Paulo Sérgio |

| Arbitro: | Pairetto (Nichelino) |

|            |           |              |
| Morfeo 58’ | Marcatori | 54’ Apolloni |

| Arbitro: | Bazzoli (Merano) |

|  |           |                                          |
|  | Marcatori | 18’ Blomqvist 53’ Baggio 65’, 73’ Crespo |

| Arbitro: | Tombolini (Ancona) |

|                       |           |           |
| Baggio 55’ Chiesa 62’ | Marcatori | 71’ Rossi |

| Arbitro: | Bettin (Padova) |

|                   |           |            |
| Chiesa 55’ (rig.) | Marcatori | 19’ Boksic |

| Arbitro: | Rodomonti (Teramo) |

|                                                               |           |                  |
| Montella 5’ Signori 26’, 83’ Vergassola 33’ Thuram 49’ (aut.) | Marcatori | 54’, 58’ Maniero |

| Arbitro: | Ceccarini (Livorno) |

|                            |           |          |
| Chiesa 33’, 75’ Baggio 45’ | Marcatori | 70’ Ganz |

| Arbitro: | Braschi (Prato) |

|                        |           |           |
| Hubner 15’, 60’ (rig.) | Marcatori | 43’ Fiore |

#### Girone di ritorno
| Arbitro: | Racalbuto (Gallarate) |

|            |           |  |
| Baggio 68’ | Marcatori |  |

| Bergamo 8 febbraio 1998 19ª giornata | Atalanta        | 0 – 0 referto | Parma | Stadio Atleti Azzurri d'Italia\| Arbitro: \| Treossi (Forlì) \| |
| Arbitro:                             | Treossi (Forlì) |               |       |                                                                 |

| Arbitro: | De Santis (Tivoli) |

|                   |           |          |
| Crespo 13’ (rig.) | Marcatori | 28’ Buso |

| Arbitro: | Farina (Novi Ligure) |

|              |           |            |
| Bierhoff 80’ | Marcatori | 33’ Crespo |

| Arbitro: | Pellegrino (Barcellona Pozzo di Gotto) |

|                              |           |                |
| Stanić 63’ Chiesa 72’ (rig.) | Marcatori | 59’ Ambrosetti |

| Arbitro: | Bolognino (Milano) |

|               |           |                       |
| Paramatti 11’ | Marcatori | 15’ Stanić 28’ Crippa |

| Arbitro: | Rodomonti (Teramo) |

|            |           |  |
| Crespo 78’ | Marcatori |  |

| Arbitro: | Bazzoli (Merano) |

|                               |           |  |
| Martusciello 26’ Bonomi 45+3’ | Marcatori |  |

| Arbitro: | Boggi (Salerno) |

|                       |           |                             |
| Stanić 36’ Crippa 40’ | Marcatori | 55’ Tacchinardi 60’ Inzaghi |

| Arbitro: | Borriello (Mantova) |

|                            |           |                 |
| Totti 10’ Paulo Sérgio 25’ | Marcatori | 26’, 53’ Chiesa |

| Arbitro: | Bolognino (Milano) |

|            |           |                           |
| Crespo 58’ | Marcatori | 54’ Edmundo 77’ Rui Costa |

| Arbitro: | Preschern (Mestre) |

|                             |           |              |
| Crespo 3’, 86’ Apolloni 76’ | Marcatori | 69’ Bellucci |

| Arbitro: | Collina (Viareggio) |

|  |           |                                |
|  | Marcatori | 39’ (aut.) Casale 90’ Adailton |

| Arbitro: | Pairetto (Nichelino) |

|            |           |                        |
| Nedvĕd 57’ | Marcatori | 71’ Sensini 74’ Stanić |

| Arbitro: | Rossi (Ciampino) |

|                        |           |                                |
| Chiesa 35’ Sensini 78’ | Marcatori | 66’ Paco Soares 87’ Boghossian |

| Arbitro: | Messina (Bergamo) |

|          |           |                 |
| Weah 56’ | Marcatori | 16’ (aut.) Cruz |

| Arbitro: | Cesari (Genova) |

|                    |           |                                   |
| De Paola 5’ (aut.) | Marcatori | 33’, 44’ Bizzarri 72’ (rig.) Neri |

### UEFA Champions League

#### Play-off
| Arbitro: | Batta |

|                |           |                      |
| Michalczuk 36’ | Marcatori | 27’, 47’, 49’ Chiesa |

| Arbitro: | Dallas |

|                                          |           |  |
| Pedros 36’ Sensini 41’, 52’ Adailton 78’ | Marcatori |  |

#### Fase a gironi
| Praga 17 settembre 1997 1ª giornata | Sparta Praga | 0 – 0 referto | Parma | Stadion Letná\| Arbitro: \| Jol \| |
| Arbitro:                            | Jol          |               |       |                                    |

| Arbitro: | Muhmenthaler |

|                        |           |  |
| Sensini 24’ Crespo 30’ | Marcatori |  |

| Arbitro: | Veissiere |

|            |           |  |
| Crespo 62’ | Marcatori |  |

| Arbitro: | Nielsen |

|                 |           |  |
| Möller 50’, 75’ | Marcatori |  |

| Arbitro: | Sundell |

|                 |           |                         |
| Chiesa 22’, 90’ | Marcatori | 87’ Novotný 89’ Obajdin |

| Arbitro: | Vagner |

|          |           |            |
| Ilie 52’ | Marcatori | 47’ Chiesa |

### Coppa Italia
| Arbitro: | Trentalange (Torino) |

|                                               |           |                          |
| Ballarin 19’ Antonioli 23’ Polesel 48’ (rig.) | Marcatori | 57’ Maniero 67’ Milanese |

| Arbitro: | Bolognino (Milano) |

|                                  |           |              |
| Chiesa 26’, 34’ Pavan 45’ (aut.) | Marcatori | 62’ Marangon |

| Arbitro: | Pellegrino (Barcellona Pozzo di Gotto) |

|                        |           |               |
| Adailton 36’ Fiore 45’ | Marcatori | 60’ Zambrotta |

| Arbitro: | Messina (Bergamo) |

|  |           |             |
|  | Marcatori | 57’ Maniero |

| Arbitro: | Racalbuto (Gallarate) |

|            |           |  |
| Chiesa 37’ | Marcatori |  |

| Arbitro: | Pellegrino (Barcellona Pozzo di Gotto) |

|              |           |            |
| Bonacina 56’ | Marcatori | 77’ Chiesa |

| Milano 18 febbraio 1998 Semifinale - Andata | Milan           | 0 – 0 referto | Parma | Stadio Giuseppe Meazza\| Arbitro: \| Braschi (Prato) \| |
| Arbitro:                                    | Braschi (Prato) |               |       |                                                         |

| Arbitro: | Pairetto (Nichelino) |

|                       |           |                   |
| Chiesa 49’ Stanić 85’ | Marcatori | 45’, 90’ Kluivert |

## Statistiche

### Statistiche di squadra
| Competizione     | Punti | In casa | In casa | In casa | In casa | In casa | In casa | In trasferta | In trasferta | In trasferta | In trasferta | In trasferta | In trasferta | Totale | Totale | Totale | Totale | Totale | Totale | DR  |
| Competizione     | Punti | G       | V       | N       | P       | Gf      | Gs      | G            | V            | N            | P            | Gf           | Gs           | G      | V      | N      | P      | Gf     | Gs     | DR  |
| ---------------- | ----- | ------- | ------- | ------- | ------- | ------- | ------- | ------------ | ------------ | ------------ | ------------ | ------------ | ------------ | ------ | ------ | ------ | ------ | ------ | ------ | --- |
| Serie A          | 57    | 17      | 9       | 5       | 3       | 30      | 19      | 17           | 6            | 7            | 4            | 25           | 20           | 34     | 15     | 12     | 7      | 55     | 39     | +16 |
| Coppa Italia     | -     | 4       | 3       | 1       | 0       | 8       | 4       | 4            | 1            | 2            | 1            | 4            | 4            | 8      | 4      | 3      | 1      | 12     | 8      | +4  |
| Champions League | 9     | 4       | 3       | 1       | 0       | 9       | 2       | 4            | 1            | 2            | 1            | 4            | 4            | 8      | 4      | 3      | 1      | 13     | 6      | +7  |
| Totale           | -     | 25      | 15      | 7       | 3       | 47      | 25      | 25           | 8            | 11           | 6            | 33           | 28           | 50     | 23     | 18     | 9      | 80     | 53     | +27 |

### Statistiche dei giocatori
| Giocatore       | Serie A  | Serie A | Serie A     | Serie A    | Coppa Italia | Coppa Italia | Coppa Italia | Coppa Italia | Champions League | Champions League | Champions League | Champions League | Totale   | Totale | Totale      | Totale     |
| Giocatore       | Presenze | Reti    | Ammonizioni | Espulsioni | Presenze     | Reti         | Ammonizioni  | Espulsioni   | Presenze         | Reti             | Ammonizioni      | Espulsioni       | Presenze | Reti   | Ammonizioni | Espulsioni |
| --------------- | -------- | ------- | ----------- | ---------- | ------------ | ------------ | ------------ | ------------ | ---------------- | ---------------- | ---------------- | ---------------- | -------- | ------ | ----------- | ---------- |
| Adaílton        | 13       | 2       | 2           | 0          | 6            | 1            | 0            | 0            | 2                | 1                | 0                | 0                | 21       | 4      | 2           | 0          |
| L. Apolloni     | 14       | 2       | 1           | 1          | 4            | 0            | 0            | 0            | 1                | 0                | 0                | 0                | 19       | 2      | 1           | 1          |
| F. Asprilla     | 4        | 0       | 1           | 0          | 0            | 0            | 0            | 0            | -                | -                | -                | -                | 4        | 0      | 1           | 0          |
| D. Baggio       | 29       | 5       | 7           | 1          | 6            | 0            | 1            | 0            | 8                | 0                | 1                | 0                | 43       | 5      | 9           | 1          |
| S. Barone       | 0        | 0       | 0           | 0          | 0            | 0            | 0            | 0            | -                | -                | -                | -                | 0        | 0      | 0           | 0          |
| A. Benarrivo    | 24       | 1       | 11          | 0          | 6            | 0            | 2            | 1            | 5                | 0                | 2                | 0                | 35       | 1      | 15          | 1          |
| J. Blomqvist    | 28       | 1       | 3           | 0          | 3            | 0            | 0            | 0            | -                | -                | -                | -                | 31       | 1      | 3           | 0          |
| D. Bravo        | -        | -       | -           | -          | 1            | 0            | 1            | 0            | 0                | 0                | 0                | 0                | 1        | 0      | 1           | 0          |
| G. Buffon       | 32       | -33     | 3           | 0          | 6            | -7           | 0            | 0            | 8                | -6               | 0                | 0                | 46       | -46    | 3           | 0          |
| F. Cannavaro    | 31       | 0       | 9           | 0          | 6            | 0            | 1            | 0            | 7                | 0                | 1                | 0                | 44       | 0      | 11          | 0          |
| E. Chiesa       | 33       | 10      | 3           | 1          | 7            | 5            | 0            | 0            | 8                | 6                | 1                | 0                | 48       | 21     | 4           | 1          |
| H. Crespo       | 25       | 12      | 2           | 0          | 2            | 0            | 0            | 0            | 8                | 2                | 1                | 0                | 35       | 14     | 3           | 0          |
| M. Crippa       | 26       | 2       | 7           | 0          | 5            | 0            | 2            | 0            | 7                | 0                | 1                | 0                | 38       | 2      | 10          | 0          |
| S. Fiore        | 26       | 1       | 3           | 0          | 7            | 1            | 0            | 0            | 6                | 0                | 1                | 0                | 39       | 2      | 4           | 0          |
| I. Franceschini | -        | -       | -           | -          | 0            | 0            | 0            | 0            | 0                | 0                | 0                | 0                | 0        | 0      | 0           | 0          |
| F. Giunti       | 13       | 0       | 3           | 0          | 1            | 0            | 0            | 0            | 1                | 0                | 0                | 0                | 15       | 0      | 3           | 0          |
| M. Guardalben   | 2        | -4      | 0           | 0          | 2            | -1           | 0            | 0            | 0                | 0                | 0                | 0                | 4        | -5     | 0           | 0          |
| F. Maniero      | 10       | 4       | 1           | 0          | 5            | 2            | 0            | 0            | 6                | 0                | 0                | 0                | 21       | 6      | 1           | 0          |
| A. Melli        | 0        | 0       | 0           | 0          | 1            | 0            | 0            | 0            | -                | -                | -                | -                | 1        | 0      | 0           | 0          |
| M. Milanese     | 6        | 0       | 1           | 1          | 4            | 1            | 1            | 0            | 4                | 0                | 0                | 0                | 14       | 1      | 2           | 1          |
| N. Mora         | 3        | 0       | 1           | 0          | 0            | 0            | 0            | 0            | -                | -                | -                | -                | 3        | 0      | 1           | 0          |
| R. Mussi        | 20       | 0       | 3           | 0          | 6            | 0            | 0            | 0            | 5                | 0                | 1                | 0                | 31       | 0      | 4           | 0          |
| A. Nista        | 1        | -2      | 0           | 0          | 1            | 0            | 0            | 0            | 0                | 0                | 0                | 0                | 2        | -2     | 0           | 0          |
| P. Orlandini    | 13       | 0       | 2           | 0          | 6            | 0            | 1            | 0            | 2                | 0                | 0                | 0                | 21       | 0      | 3           | 0          |
| R. Pedros       | 1        | 0       | 0           | 0          | 1            | 0            | 0            | 0            | 2                | 1                | 0                | 0                | 4        | 1      | 0           | 0          |
| N. Sensini      | 24       | 5       | 4           | 0          | 3            | 0            | 1            | 0            | 6                | 3                | 1                | 0                | 33       | 8      | 6           | 0          |
| M. Stanic       | 23       | 4       | 6           | 1          | 5            | 1            | 2            | 0            | 4                | 0                | 1                | 0                | 32       | 5      | 9           | 1          |
| P. Strada       | 9        | 3       | 1           | 0          | 2            | 0            | 0            | 0            | 5                | 0                | 0                | 0                | 16       | 3      | 1           | 0          |
| L. Thuram       | 32       | 0       | 5           | 1          | 6            | 0            | 0            | 0            | 8                | 0                | 2                | 0                | 46       | 0      | 7           | 1          |
| E. Tiozzo       | 0        | 0       | 0           | 0          | 0            | 0            | 0            | 0            | -                | -                | -                | -                | 0        | 0      | 0           | 0          |
| Zé Maria        | 20       | 0       | 2           | 0          | 5            | 0            | 0            | 0            | 6                | 0                | 0                | 0                | 31       | 0      | 2           | 0          |